# KappaO
La KappaO è stata una casa discografica italiana.

## Storia
La casa discografica KappaO è stata un'etichetta napoletana attiva negli anni '60-'70, con una propria sede nel quartiere napoletano di Mezzocanonne e sala d'incisione nei Quartieri Spagnoli.
Insieme alla Fans (attiva dal 1965 al 1973) e alla Bella Records (attiva dal 1972 al 1980), faceva parte dello storico gruppo della Phonotype Record, casa discografica fondata a Napoli nel 1901 (col nome di Eterfon, sostituito nel 1951) dall'imprenditore Raffaele Esposito e che può definirsi fra le prime in assoluto ad avere uno stabilimento per la produzione in proprio di dischi. A Raffaele successe, negli anni '60, il commendatore Americo Esposito, padre dei fondatori della KappaO, i fratelli Fernando, Roberto ed Enzo Esposito.
La KappaO è stata molto attiva negli anni dell'esplosione della musica leggera italiana, con una propria specifica strategia di vendita. Vendeva i 45 giri a prezzi molto contenuti, pubblicando soprattutto cover di brani famosi, destinandoli all'amplissima distribuzione dei juke-box. In questo modo riusciva a vendere le proprie produzioni discografiche a un pubblico molto vasto e costituito soprattutto di giovani e, nel contempo, costituiva un trampolino di lancio per le voci emergenti.
Tra i nomi più importanti lanciati dalla KappaO, un esordiente Gianni Nazzaro, che incise per questa etichetta dal 1965 al 1968 con il nome d'arte di Buddy ed era dedicato alle cover di cantanti già noti tra cui, in particolare, Adriano Celentano, Bobby Solo, Giorgio Gaber e Gianni Morandi; e una giovanissima Nancy Cuomo (che ancora si chiamava Maria Cuomo) che, dal 1964 al 1966, oltre a incidere brani propri (col gruppo I Paladini, di Piedimonte Matese) era, invece, dedicata a prestare la voce ai brani celebri delle già note colleghe Gigliola Cinquetti, Dalida e Rita Pavone.
Altri nomi della KappaO sono stati: Tony Astarita, il cantante napoletano Nino Fiore (che, proprio per la KappaO, partecipò due volte ad Un disco per l'estate: nel 1966 con il brano Suonn'e pescatore e nel 1971 con Chitarra 'mpruvvisàta), il Complesso di Tony & Tony, la cantante Colette (Anna D'Avanzo), il fisarmonicista Pelé e tanti altri interpreti minori della musica leggera nazionale.

## Dischi
La datazione qui riportata si basa sull'etichetta del disco o sulla copertina; qualora nessuno di questi elementi abbia una datazione, è basata sulla numerazione del catalogo.
L'elenco dei dischi pubblicati è parziale: per i 45 giri, sono note almeno 4 serie di catalogo: la serie "CA" (dedicata prevalentemente ai brani in dialetto napoletano), la serie "K", la serie "ES" (la più numerosa, costituita maggiormente da cover di brani famosi, cantate da giovani artisti emergenti) e la serie "E" (dedicata ai complessi e alla musica folk); per i 33 giri, le serie di catalogo conosciute (fino al 1971) sono la "SCT" e la "MOE".

### 33 giri
| Numero di catalogo | Anno | Interprete                             | Titoli                                                              |
| ------------------ | ---- | -------------------------------------- | ------------------------------------------------------------------- |
| SCT 20001          | 1965 | Maria Cuomo                            | Musica e Juke Box                                                   |
| SCT 20002          | 1966 | Maria Cuomo e Buddy                    | Sanremo '66                                                         |
| SCT 20003          | 1966 | Maria Cuomo                            | Canzoni per Voi                                                     |
| SCT 30001          | 1967 | Nino Fiore                             | Torna Maggio!                                                       |
| SCT 30002          | 1967 | Tony Astarita                          | Tony Astarita                                                       |
| SCT 30003          | 1968 | Nino Fiore                             | Nino Fiore con l'Orchestra Tipica Napoletana del M.tro Felice Genta |
| SCT 30004          | 1968 | Nina Landi                             | Nina Landi con l'Orchestra Tipica Napoletana del M.tro Felice Genta |
| SCT 30005          | 1968 | Nino Fiore                             | Napoli eterna melodia                                               |
| SCT 30006          | 1968 | Nino Fiore                             | Canta Napoli                                                        |
| SCT 30007          | 1968 | Nino Fiore                             | Lacreme Napulitane                                                  |
| SCT 30008          | 1968 | Nino Fiore                             | Core scuntento                                                      |
| SCT 30010          | 1969 | Nino Fiore                             | Canta Napoli                                                        |
| SCT 30016          | 1969 | Nino Fiore                             | Perdutamente                                                        |
| SCT 30017          | 1969 | Tony Sigillo                           | Recital                                                             |
| SCT 30019          | 1969 | Tony Astarita                          | Ciucciariello 'e carretta                                           |
| SCT 30020          | 1969 | Tony Mauro                             | Parlame 'e Napule                                                   |
| SCT 30024          | 1969 | Tony Sigillo                           | Tu sola                                                             |
| SCT 30027          | 1982 | Gianni Rosselli e la piccola Annamaria | O' cuntadino                                                        |
| SCT 30028          | 1982 | Mimmo Jannelli                         | Nuie                                                                |
| MOE-01             |      | I Lesiba                               | Complesso caratteristico Lesiba                                     |
| MOE-02             |      | Buddy-Nancy Cuomo-Lucia Cassini        | Festival di Sanremo 1966                                            |
| MOE-03             |      | Pelè                                   | Quattro salti in famiglia                                           |
| MOE-04             |      | Buddy-Colette-Livia                    | Un Disco per l'Estate 1966                                          |
| MOE-05             |      | Buddy-Colette-Livia                    | Festival di Sanremo 1967                                            |
| MOE-06             |      | Nino Rejna e la sua chitarra hawaiana  | Da te era bello restar                                              |
| MOE-07             |      | Nino Rejna e la sua chitarra hawaiana  | Quando ti stringi a me                                              |
| MOE-08             |      | Buddy-Colette-Jerry-Paul-Ketty         | Un Disco per l'Estate 1968                                          |
| MOE-09             |      | Nino Rejna e la sua chitarra hawaiana  | Immagine                                                            |
| MOE-10             |      | Baby Dash e i suoi solisti             | Baby Dash and his soloists                                          |
| MOE-11             |      | Pelè                                   | Tango dello spaccone                                                |
| MOE-12             |      | I Quattro Alpini Musette               | Armonie                                                             |
| MOE-13             |      | Eduardo Alfieri e i suoi Companeros    | Tangos                                                              |
| MOE-14             | 1970 | Tonio e i Romagnoli                    | Noi e il Liscio                                                     |
| MOE-15             |      | Tony Iglio e il suo complesso          | Enne come Napoli - Un sax per sognare                               |
| MOE-19             |      | Gianni Auriemma e il suo complesso     | Noi e il liscio                                                     |
| MOE-20             |      | Ocean Carousel                         | Pop and hawaian guitar                                              |
| MOE-58             | 1971 | Pelè                                   | Tango dello spaccone                                                |
| MOE-60             | 1979 | Nino Rejna and his Hawayan Guitars     | Da te era bello restar                                              |

### 45 giri - Serie K
| Numero di catalogo | Anno | Interprete                  | Titoli                                                    |
| ------------------ | ---- | --------------------------- | --------------------------------------------------------- |
| K 10001            | 1963 | Tony Astarita               | Ciucciariello 'e carretta/Mare perdoname                  |
| K 10002            | 1963 | Tony Astarita               | Catena/'O impicciusiello                                  |
| K 10003            | 1963 | Gino Valli                  | L'ammore quanno è ammore/Suonno e ammore                  |
| K 10008            | 1963 | Tony Astarita               | 'E cancelle/I' tenevo 15 anne                             |
| K 10009            | 1963 | Maria Cuomo                 | Città vuota (It's a Lonely Town)/È inutile                |
| K 10010            | 1963 | Tony Astarita               | Dint' 'a chiesa/Serenata marenara                         |
| K 10011            | 1963 | Tony Astarita               | Indifferentemente/Nun lassà Surriento                     |
| K 10012            | 1964 | Maria Cuomo                 | Un anno d'amore/E se domani                               |
| K 10013            | 1964 | Maria Cuomo                 | Non lasciarmi così/Il nuovo ballo                         |
| K 10014            | 1964 | Tony Astarita               | Carcerato/Via nova                                        |
| K 10015            | 1964 | Nina Landi                  | 'O petulillo 'e mammà/Pentimento 'e na femmena            |
| K 10016            | 1964 | Tony Astarita               | Dannazione/Spina avvelenata                               |
| K 10017            | 1964 | Tony Astarita               | 'Nnucentemente/Comma na rosa                              |
| K 10018            | 1964 | Tony Astarita               | Russulella/Palazziello suppuntato                         |
| K 10020            | 1964 | Tony Astarita               | 'O meglio amico/Presentimento                             |
| K 10021            | 1964 | Leo Moles                   | Sturnellata d'e tradimente 1^/Sturnella d'e tradimente 2^ |
| K 10022            | 1964 | Gino Maringola e Nina Landi | Tarantella cu' 'o zzucchete-zzù!/Doppo quinnice anne      |
| K 10023            | 1964 | Gino Maringola e Nina Landi | 'O sciallo/Povera figliola (Malafemmena)                  |
| K 10027            | 1964 | Gilda Mignonette            | A cartulina ‘e Napule/Fantasia                            |
| K 10028            | 1964 | Maria Cuomo                 | Malafemmena/Si me vulisse bene                            |
| K 10029            | 1964 | Tony Astarita               | Sole 'e luglio/Me parlano 'e te                           |
| K 10030            | 1964 | Tony Astarita               | Napule è una/Sì turnata                                   |
| K 10031            | 1965 | Nina Landi                  | Cunsiglio 'e mamma/Gennari' t'aggia lassa'                |
| K 10032            | 1965 | Tony Astarita               | Cagna 'a via/Canciello niro                               |
| K 10034            | 1965 | Elio Lenci                  | Gocce di pioggia/Se ancora                                |
| K 10035            | 1965 | Nino Fiore                  | Tuorna 'a casa/Ero 'nnucente                              |
| K 10036            | 1965 | Nina Landi e Gino Maringola | 'O rialo 'e Pasca/'A festa 'e l'Archetiello               |
| K 10037            | 1965 | Angela Serra                | Pecche' nun vuo' turna'/Ammore affurtunato                |
| K 10041            | 1965 | Nina Landi                  | Primma so' mamma/Scetate Pascalì                          |
| K 10042            | 1966 | Lino Rota                   | 'A sentenza/Ddoie rose e ddoie Marie                      |
| K 10046            | 1966 | Lino Rota                   | Tre buscie/'Nu disco a mamma mia                          |
| K 10047            | 1966 | Nina Landi e Gino Maringola | 'A zingara/Tarantella de' vase                            |
| K 10053            | 1967 | Lino Rota                   | 'O bbene nun tene età/Tu staie chino 'e sbaglie           |
| K 10054            | 1967 | Nina Landi                  | 'O tifoso 'e pallone/L'urdemo desiderio                   |
| K 10057            | 1967 | Nina Landi                  | Tammurriata palazzola/Fresca fresca                       |
| K 10058            | 1967 | Nina Landi                  | L'ultima tarantella/Nu poco 'e sentimento                 |
| K 10059            | 1967 | Lino Rota                   | Gentilissimo avvocato/Dichiaramento                       |
| K 10060            | 1967 | Nina Landi                  | Gelusia 'e 'na femmena/I' so' 'na malafemmena             |
| K 10061            | 1967 | Nina Landi                  | 'O figlio malamente/Perdoname                             |
| K 10062            | 1968 | Lino Rota                   | Guappo signore/Pentimento 'e carcerato                    |
| K 10063            | 1968 | Lino Rota                   | Malanotte/Fuje 'na sera d'està                            |
| K 10066            | 1968 | Nina Landi                  | Scetate Pascalì/Miracolo                                  |
| K 10067            | 1968 | Nina Landi                  | Bammenella 'e 'ncopp' 'e Quartiere/'O bibberò             |
| K 10071            | 1968 | Nina Landi                  | Me piace amoreggià/Lettere bruciate                       |
| K 10074            | 1968 | Nino Fiore                  | Acqua 'e maggio/......                                    |
| K 10105            | 1970 | Nina Landi                  | Bammenelle d'o mercato/Cafuncella sfurtunata              |
| K 10112            | 1970 | Nunzia Greton               | Suonno doce/Serenata 'e 'na zingara                       |
| K 10119            | 1971 | Nunzia Greton               | Legittima difesa/Nuttata 'e malavita                      |
| K 10123            | 1971 | Nunzia Greton               | 'A sciantosa/Serenata 'e 'na zingara                      |

### 45 giri - Serie ES
| ES 20055 | 1965 | Maria Cuomo                       | Un anno d'amore/Ora o mai più                            |          |      |                                   |                                   |
| ES 20056 | 1965 | Maria Cuomo                       | Ciao ciao/Credi                                          |          |      |                                   |                                   |
| ES 20057 | 1965 | Maria Cuomo                       | Lui/La finta tonta                                       |          |      |                                   |                                   |
| ES 20058 | 1965 | Maria Cuomo                       | Strana/La danza di Zorba                                 |          |      |                                   |                                   |
| ES 20059 | 1965 | Giulio                            | Il peperone/Uno dei mods                                 |          |      |                                   |                                   |
| ES 20060 | 1965 | Buddy                             | I tuoi occhi verdi/I ragazzi dello shake                 |          |      |                                   |                                   |
| ES 20061 | 1965 | Maria Cuomo                       | Le colline sono in fiore/Un bacio sulle dita             |          |      |                                   |                                   |
| ES 20065 | 1965 | Buddy                             | Chi sarà la ragazza del Clan?/La notte (la nuit)         |          |      |                                   |                                   |
| ES 20066 | 1965 | Maria Cuomo                       | Plip/Supercalifragilistic-espiralidoso                   |          |      |                                   |                                   |
| ES 20067 | 1965 | Maria Cuomo                       | Il silenzio (fuori ordinanza)/Stasera (con te)           |          |      |                                   |                                   |
| ES 20068 | 1965 | Maria Cuomo                       | Solo tu/Occhi miei                                       |          |      |                                   |                                   |
| ES 20069 | 1965 | Buddy                             | Ogni mattina/Non voglio nascondermi                      |          |      |                                   |                                   |
| ES 20070 | 1965 | Maria Cuomo                       | Viva la pappa col pomodoro/Giro... girotondo             |          |      |                                   |                                   |
| ES 20071 | 1966 | Buddy                             | Vita mia (One more chance)/Lei (Elle)                    |          |      |                                   |                                   |
| ES 20074 | 1966 | Maria Cuomo                       | In un fiore/Così come viene                              |          |      |                                   |                                   |
| ES 20075 | 1966 | Maria Cuomo                       | Nessuno di voi/A la buena de Dios                        |          |      |                                   |                                   |
| ES 20076 | 1966 | Maria Cuomo                       | Dio come ti amo/Parlami di te                            |          |      |                                   |                                   |
| ES 20081 | 1966 | Buddy                             | La fisarmonica/Mi vedrai tornare                         |          |      |                                   |                                   |
| ES 20082 | 1966 | Buddy                             | Io non t'amo più/Riderà                                  |          |      |                                   |                                   |
| ES 20087 | 1966 | Buddy                             | Operazione sole/Se tu vuoi                               |          |      |                                   |                                   |
| ES 20091 | 1966 | Maria Cuomo                       | Il geghegè/Qui ritornerà                                 |          |      |                                   |                                   |
| ES 20092 | 1966 | Buddy                             | Notte di Ferragosto/Povera piccola                       |          |      |                                   |                                   |
| ES 20093 | 1966 | Buddy                             | Amo/Ho in mente te                                       |          |      |                                   |                                   |
| ES 20098 | 1966 | Buddy                             | Solo più che mai/C'era un ragazzo che come me amava...   |          |      |                                   |                                   |
| ES 20100 | 1967 | Buddy                             | Figlio unico/Perdonala                                   |          |      |                                   |                                   |
| ES 20101 | 1967 | Buddy                             | Bisogna saper perdere/Dove credi di andare               |          |      |                                   |                                   |
| ES 20102 | 1967 | Buddy                             | Cuore matto/Io, per amore                                |          |      |                                   |                                   |
| ES 20103 | 1967 | Buddy                             | Pietre/E allora dai                                      |          |      |                                   |                                   |
| ES 20104 | 1967 | Buddy                             | La rivoluzione/Guardati alle spalle                      |          |      |                                   |                                   |
| ES 20105 | 1967 | Buddy                             | L'immensità/È più forte di me                            |          |      |                                   |                                   |
| ES 20109 | 1967 | Buddy                             | Un mondo d'amore/A chi                                   |          |      |                                   |                                   |
| ES 20108 | 1967 | Buddy                             | Bandiera gialla/Serenata                                 |          |      |                                   |                                   |
| ES 20110 | 1967 | Colette                           | Little man (Piccolo ragazzo)/Il cammino di ogni speranza |          |      |                                   |                                   |
| ES 20111 | 1967 | Buddy                             | Stasera mi butto/Winchester cathedral                    |          |      |                                   |                                   |
| ES 20115 | 1967 | Buddy (con Colette sul lato B)    | 29 settembre/Siamo la coppia più bella del mondo         |          |      |                                   |                                   |
| ES 20129 | 1967 | Buddy                             | Senza luce/Estate senza te                               |          |      |                                   |                                   |
| ES 20140 | 1968 | Buddy                             | Ma perché ami il gatto/Un'ora sola ti vorrei             |          |      |                                   |                                   |
| ES 20141 | 1968 | Buddy                             | Il re d'Inghilterra/La tramontana                        |          |      |                                   |                                   |
| ES 20142 | 1968 | Paul                              | La siepe/La voce del silenzio                            |          |      |                                   |                                   |
| ES 20147 | 1968 | Buddy                             | Deborah/La farfalla impazzita                            |          |      |                                   |                                   |
| ES 20149 | 1968 | Juliette                          | Gli occhi miei/Sera                                      |          |      |                                   |                                   |
| ES 20150 | 1968 | Buddy                             | La vita/Il posto mio                                     |          |      |                                   |                                   |
| ES 20151 | 1968 | Buddy                             | La vita/Casa bianca                                      |          |      |                                   |                                   |
| ES 20155 | 1968 | Colette (lato A) / Buddy (lato B) | Dan Dan Dan/Siesta                                       |          |      |                                   |                                   |
| ES 20161 | 1968 | Buddy                             | Vengo anch'io. No, tu no/Affida una lacrima la vento     |          |      |                                   |                                   |
| ES 20162 | 1968 | Buddy                             | Bonnie e Clyde/Angeli negri                              |          |      |                                   |                                   |
| ES 20163 | 1968 | Colette                           | La Bambola / Come un ragazzo -                           | ES 20164 | 1968 | Colette (lato A) / Ketty (lato B) | Stelle, stelle, stelle/L'orologio |
| ES 20168 | 1968 | Ketty (lato A) / Paul (lato B)    | Giuseppe in Pennsylvania/Ho scritto t'amo sulla sabbia   |          |      |                                   |                                   |
| ES 20172 | 1968 | Colette                           | Non illuderti mai/L'estate di Dominique                  |          |      |                                   |                                   |
| ES 20174 | 1968 | Peter                             | Se torni tu/Io per lei                                   |          |      |                                   |                                   |
| ES 20177 | 1968 | Paul (lato A) / Peter (lato B)    | Io vado via/Una granita di limone                        |          |      |                                   |                                   |
| ES 20190 | 1969 | Paul (lato A) / Colette (lato B)  | Zingara/La pioggia                                       |          |      |                                   |                                   |
| ES 20191 | 1969 | Paul                              | Un sorriso/Quando l'amore diventa poesia                 |          |      |                                   |                                   |
| ES 20192 | 1969 | Paul (lato A) / Henry (lato B)    | Cosa hai messo nel caffè / Un'ora fa                     |          |      |                                   |                                   |
| ES 20193 | 1969 | Paul (lato A) / Henry (lato B)    | Bada bambina/Lontano dagli occhi                         |          |      |                                   |                                   |

### 45 giri - Serie E, UK, CA
| Numero di catalogo | Anno | Interprete                            | Titoli                                            |
| ------------------ | ---- | ------------------------------------- | ------------------------------------------------- |
| E 20001            | 1964 | Eddie Caruso                          | Si è spento il sole/Charlot                       |
| E 20002            | 1964 | Eddie Caruso                          | Menina Moca/Le claquer de doigts                  |
| E 20003            | 1964 | Nino Rejna & Complesso Caratteristico | Bambolina/Idolo mio                               |
| E 20004            | 1964 | Nino Rejna & Complesso Caratteristico | Autostop/Sicilia mia                              |
| E 20005            | 1964 | Nino Rejna & Complesso Caratteristico | Guitar tango/Liliana                              |
| E 20006            | 1964 | Nino Rejna & Complesso Caratteristico | Twist in Alabama/Solo cosi'                       |
| E 20007            | 1964 | Nino Rajna & Complesso Caratteristico | Guitar samba/Robert mambo                         |
| E 20013            | 1964 | Complesso Lesiba                      | Il tango del vagabondo/Sabbia verde               |
| E 20017            | 1964 | Luciano Tomei                         | Core e ammore/Interrogation mark                  |
| E 20021            | 1964 | I Settesoldi                          | Madama Dorè/Madrid Twist                          |
| E 20022            | 1964 | I Settesoldi                          | Ma tu addò staie/L'urdema sera                    |
| E 20030            | 1964 | I Melodici                            | Portovenere/Concerto di diavoli                   |
| E 20031            | 1964 | Gli Aster                             | Il cuscino stregato/L'ubriacone                   |
| E 20035            | 1964 | Complesso Lesiba                      | La pettegola/Notte                                |
| E 20044            | 1965 | Pelè                                  | Mazurka lucana/Polka lucana                       |
| E 20045            | 1965 | Enzo & 4 Angeli                       | Pace non troverai/I tuoi giorni                   |
| E 20046            | 1965 | Nino Reyna & Complesso Hawayano       | Amapola/Quando ti stringi a me                    |
| E 20047            | 1965 | Nino Rejna e il suo Complesso         | Siboney/Arcobaleno                                |
| E 20048            | 1965 | Nino Reyna & Complesso Hawayano       | Munasterio 'e Santa Chiara/Parlami d'amore Mariu' |
| E 20049            | 1965 | Lesiba                                | Verde tango/Ho chiesto di te                      |
| E 20050            | 1965 | Vito Russo & 4 Con (James Senese)     | Sola sulla spiaggia/Se vuoi tu                    |
| E 20051            | 1965 | Nino Reyna & Complesso Hawayano       | Resta cu mme/'Nu quarto 'e luna                   |
| E 20052            | 1965 | Pelè                                  | Rosamunda/Silvana                                 |
| E 20053            | 1965 | Pelè                                  | Limon limonero/Daniela                            |
| E 20054            | 1965 | Nino Ryna & Complesso Hawayano        | Paloma/Cielito lindo                              |
| E 20055            | 1965 | Nino Rejna e il suo Complesso         | Santa Lucia/Ramona                                |
| E 20056            | 1965 | Buddy & Tony e Johnny                 | Si fa sera/Ti senti sola stasera                  |
| E 20057            | 1965 | Maria Cuomo                           | Lui/La finta tonta                                |
| E 20058            | 1965 | Maria Cuomo                           | Strana/La danza di Zorba                          |
| E 20059            | 1965 | Giulio & Tony e Johnny                | Il peperone/Uno dei mods                          |
| E 20060            | 1965 | Buddy & Tony e Johnny                 | I ragazzi dello Shake/I tuoi occhi verdi          |
| CA 10016           | 1965 | Nina Landi e Gino Maringola           | Primma sò mamma/Sacrificio 'e mamma               |
| CA 10045           | 1966 | Nino Fiore                            | Suonno 'e piscatore/È 'nu peccato                 |
| CA 10048           | 1967 | Nino Fiore                            | Te chiammavo fortuna/È a verità                   |
| CA 10049           | 1967 | Nino Fiore                            | P' 'o bbene 'e tutt'e duie/Reginella              |
| CA 10051           | 1967 | Buddy                                 | Sulo pe mme e pe tte/Triste autunno               |
| CA 10065           | 1967 | Nino Fiore                            | È l'ammore ca se ne và/Staie preganno pè 'me      |
| CA 10103           | 1969 | Nino Fiore                            | 'Nu peccatore/Scetate ammore mio                  |
| CA 10105           | 1969 | Dino Prota                            | Serenata 'e gelusia/ Latitante                    |
| CA 10111           | 1970 | Nino Fiore                            | Ricorde 'e nnamurate/Oj vita via                  |
| CA 10113           | 1970 | Nino Fiore                            | Cuore scuntento/'Mmaculatina                      |
| CA 10116           | 1971 | Nino Fiore                            | Preghiera e marenaro/Prigiuniero 'e te            |
| CA 10117           | 1971 | Nino Fiore                            | Calamita nera/Traditore                           |
| CA 10118           | 1971 | Nunzia Greton                         | Salemme Ben Alì/Nuttata 'e malavita               |
| CA 10120           | 1971 | Nino Fiore                            | Viento 'e mare/ Gelusia                           |
| CA 10121           | 1971 | Nino Fiore                            | 'A Malanova/Pentimento 'e carcerato               |
| E 20152            | 1979 | Nino Rejna and his Hawayan Guitars    | Portami tante rose/Illusione                      |
| E 20153            | 1979 | Nino Rejna and his Hawayan Guitars    | Tu sei sempre nel mio cuor/Brazil                 |
| E 20154            | 1979 | Nino Rejna and his Hawayan Guitars    | Exodus/L'amore è una cosa meravigliosa            |
| E 20155            | 1979 | Nino Rejna and his Hawayan Guitars    | Luna malinconica/Le foglie morte                  |
| E 20156            | 1979 | Nino Rejna and his Hawayan Guitars    | Tornerai/Da te era bello restar                   |
| E 20157            | 1979 | Nino Rejna and his Hawayan Guitars    | Perché tu non vuoi/Tu solamente tu                |
| E 20158            | 1979 | Nino Rejna and his Hawayan Guitars    | Dove e quando/Straniero tra gli angeli            |
| E 20159            | 1979 | Nino Rejna and his Hawayan Guitars    | Vivrò/Fontana di Trevi                            |